# 孔达莱蒙布瓦西耶
孔达莱蒙布瓦西耶（法語：Condat-lès-Montboissier，法語發音：[kɔ̃da lɛ mɔ̃bwasje]）是法国多姆山省的一个市镇，位于该省东南部，属于昂贝尔区。

## 地理
孔达莱蒙布瓦西耶（45°33'2"N, 3°29'59"E）面积20.52 平方千米，位于法国奥弗涅-罗讷-阿尔卑斯大区多姆山省，该省份为法国中南部省份，北起阿列省接壤，东临卢瓦尔省，南至上盧瓦爾省和康塔爾省，西接科雷兹省和克勒兹省。
与孔达莱蒙布瓦西耶接壤的市镇（或旧市镇、城区）包括：布鲁斯、埃尚德利、埃格利斯讷沃-德利亚尔、圣热内拉图雷特、圣康坦-叙索克西朗日、叙热尔、勒韦尔内-沙梅阿讷。

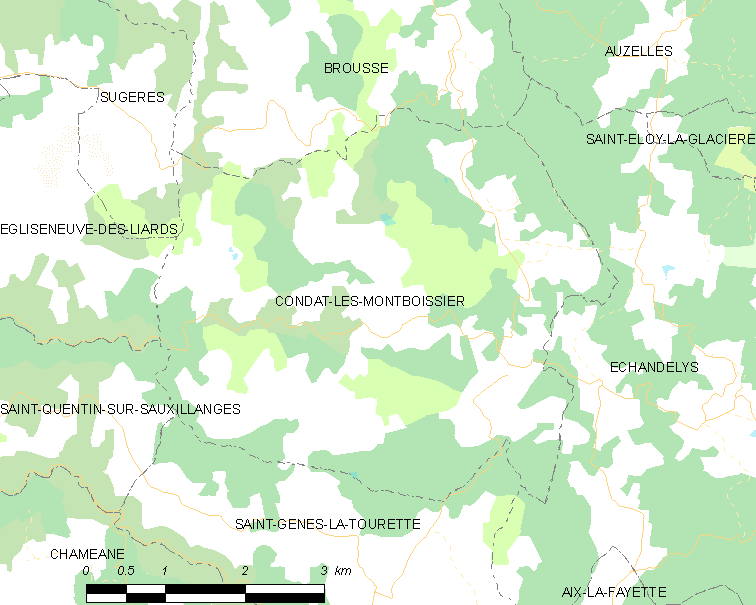
孔达莱蒙布瓦西耶的OSM定位图

孔达莱蒙布瓦西耶的时区为UTC+01:00、UTC+02:00（夏令时）。

## 行政
孔达莱蒙布瓦西耶的邮政编码为63490，INSEE市镇编码为63119。

## 政治
孔达莱蒙布瓦西耶所属的省级选区为利夫拉杜瓦山县。

## 人口

1962-2008年间孔达莱蒙布瓦西耶人口变化图示

孔达莱蒙布瓦西耶于2022年1月1日时的人口数量为230人。